# Stazione di Capalbio
Stazione di Capalbio vasútállomás Olaszországban, Capalbio településen.

## Vasútvonalak
Az állomást az alábbi vasútvonalak érintik:
- Pisa–Róma-vasútvonal

## Kapcsolódó állomások
A vasútállomáshoz az alábbi állomások vannak a legközelebb:
- Ansedonia railway halt
- Stazione di Chiarone